# Гавро Пановски
Гавро Пановски – Юноша (на македонска литературна норма: Гавро Пановски-Јуноша) е югославски партизанин.

## Биография
Пановски е роден в леринското село Раково, но като малък семейството му се преселва в Битоля. Като гимназист през юни 1942 година става партизанин като се присъединява към Битолско-преспанския отряд „Даме Груев“. Редови партизанин в различни отряди и впоследствие куриер към Главния щаб на Народоосвободителната армия и партизанските отряди на Македония.
След 1945 година завършва право и е назначаван на различни престижни позиции. От 1983 година до пенсионирането си през 1987 година е председател на Общинския съд на сдружения труд в Битоля. Гавро Пановси е активен член на Съюза на борците на Югославия, а след 1991 година – на Република Македония. От 2002 година е член на председателството, а от 2005 година – председател на съюза. Подава предсрочно оставка в края на декември 2009 госина поради конфликти около имотите на съюза.